# 亞歷山大·扎哈爾琴科
亞歷山大·弗拉基米羅維奇·扎哈爾琴科（俄语：Александр Владимирович Захарченко，羅馬化：Aleksandr Vladimirovich Zakharchenko，發音：[ɐlʲɪkˈsandr vlɐˈdʲimʲɪrəvʲɪdʑ zɐˈxartɕɪnkə]；1976年6月26日—2018年8月31日），前乌克兰东部亲俄武装最高领导人，頓涅茨克人民共和国政治人物，曾任頓涅茨克人民共和国總統兼總理。 2018年8月31日於顿涅茨克市中心咖啡馆被汽车炸弹袭击身亡。
扎哈爾琴科在2014年11月2日的總統選舉成功當選，於2014年11月4日正式就任，是為頓涅茨克人民共和国的第一任總統。2018年8月31日於顿涅茨克市中心咖啡馆被不明人士以汽车炸弹袭击而身亡。乌克蘭安全局认为这起袭击事件“与民间武装发生内讧有关”。俄罗斯外交部发言人表示，这起事件背后可能“有基辅当局的影子”。

## 早年經歷
扎哈爾琴科畢業於技術學院，在開展採礦業業務之前曾在礦內擔任電工。他也在曾在內政部的法律研究所學習過。他是亞歷山大·季莫費耶夫的孩子的教父。

## 政治生涯

### 侵犯人權

#### 綁架及謀殺
頓巴斯戰爭期間，頓涅茨克人民共和國發生了許多強迫失蹤案件，頓涅茨克市内不少親烏人口“被消失”。扎哈爾琴科稱他的部隊每天拘捕多達五名「烏克蘭顛覆分子」。據估計，截至2014年12月11日，約有632人被分離主義勢力非法拘留。自由撰稿人斯坦尼斯拉夫·阿謝耶夫於2017年6月2日被綁架。一開始頓涅茨克人民共和國當局否認知道他的下落，但在7月16日，頓涅茨克人民共和國國家安全部的一名特工證實阿謝耶夫涉嫌從事間諜活動，被他們拘捕。獨立媒體在頓涅茨克人民共和國控制的領土內不被允許報導。國際特赦組織要求扎哈爾琴科釋放阿謝耶夫，後者於2019年獲釋。